# Zsízsel Ferhát Abbász repülőtér
A Zsízsel Ferhát Abbász repülőtér (IATA: GJL, ICAO: DAAV) Algéria egyik nemzetközi repülőtere, amely Zsizsel közelében található. Éves utasforgalma 16 379 fő (2020).

## Futópályák
A repülőtér futópályái:
- 17/35 (2400 m)

## Légitársaságok és úticélok
| Légitársaság | Célállomások                  |
| ------------ | ----------------------------- |
| Air Algérie  | Algiers Szezonális: Marseille |

## Forgalom
Az utasforgalom az elmúlt években az alábbi módon változott:
| Utasok száma | 24 561 | 25 594 | 28 339 | 43 573 | 52 008 | 23 820 | 62 279 | 85 312 | 84 331 | 16 379 |
|              | 2006   | 2008   | 2009   | 2011   | 2012   | 2014   | 2015   | 2017   | 2018   | 2020   |